# Nuova A.M.G. Sebastiani Basket Rieti 2004-2005
La NSB Rieti nella stagione 2004-2005 ha partecipato al campionato nazionale di Legadue.

## Risultati ottenuti
- Stagione regolare: 8º posto
- Play off: quarti di finale

## Roster
| N° | Naz.                   | Ruolo | Sportivo                                 | Anno | Alt. | Peso |
| -- | ---------------------- | ----- | ---------------------------------------- | ---- | ---- | ---- |
| 4  | Italia (bandiera)      | P     | Cristiano Fazzi                          | 1972 | 184  | 74   |
| 5  | Italia (bandiera)      | P     | Filippo Masoni                           | 1982 | 189  | 75   |
| 7  | Italia (bandiera)      | AG    | Federico Carlotta                        | 1978 | 206  | 105  |
| 8  | Italia (bandiera)      | G     | Massimo Guerra                           | 1969 | 192  | 87   |
| 10 | Italia (bandiera)      | AG    | Roberto Feliciangeli                     | 1974 | 203  | 97   |
| 11 | Italia (bandiera)      | AG    | Mauro Sartori (dal 04/11/2004)           | 1970 | 204  | 100  |
| 13 | Italia (bandiera)      | C     | Simone Bagnoli                           | 1981 | 205  | 100  |
| 14 | Stati Uniti (bandiera) | C     | DeMarco Johnson                          | 1975 | 205  | 109  |
| 16 | Italia (bandiera)      | AP    | Emanuele D'Agabiti                       | 1988 | 207  | 90   |
|    | Svezia (bandiera)      | C     | Inus Torriano Norville (dal 01/04/2005)  | 1975 |      |      |
|    | Stati Uniti (bandiera) | G     | Jimmie Hunter (dall'11/02/2005)          | 1977 | 194  | 95   |
|    | Italia (bandiera)      |       | Francesco Festuccia                      |      |      |      |
|    | Italia (bandiera)      |       | Jacopo Brunelli                          |      |      |      |
|    | Stati Uniti (bandiera) | G     | David Hawkins (dal 26/11/04 al 28/03/05) | 1982 | 193  | 95   |
|    | Italia (bandiera)      | G     | Antonello Riva (fino al 31/12/2004)      | 1962 | 194  | 99   |
|    | Italia (bandiera)      | C     | Pietro Bianchi (fino al 28/12/2004)      | 1973 | 201  | 100  |
|    | Stati Uniti (bandiera) | AP    | Derell Washington (fino al 02/12/2004)   | 1971 | 198  | 95   |
|    | Italia (bandiera)      | P     | Aniello Laezza (fino al 28/11/2004)      | 1973 | 185  | 89   |
|    | Italia (bandiera)      |       | David Palenga                            |      |      |      |

## Staff Tecnico
- Allenatore: Maurizio Lasi
- Assistente: Walter Magnifico
- Preparatore atletico: Giuseppe Annino
- Medico: Gioberto Costini
- Massaggiatore: Luigi Cerasa

## Società
- Presidente: Gaetano Papalia
- Direttore sportivo: Domenico Zampolini